# Mayer
Mayer är ett tyskt  efternamn.

## Personer med efternamnet Mayer
- Agda Mayer
- Bronwyn Mayer-Smith
- Charles Mayer
- Christian Mayer, flera personer
  - Christian Mayer (astronom), tysk astronom
  - Christian Mayer (skidåkare)
- Constance Mayer
- Dick Mayer, amerikansk golfspelare
- Friedrich Carl Mayer
- Gene Mayer, amerikansk tennisspalare
- Gerhard Mayer-Vorfelder
- Helene Mayer
- Johan Friederich Mayer
- Johann Gottlieb Mayer
- John Mayer, amerikansk artist
- Jojo Mayer
- Jürgen Mayer
- Kent Mayer, svensk författare
- Lauren Etame Mayer
- Louis B. Mayer, amerikansk filmproducent
- Marc Mayer
- Maria Goeppert-Mayer
- Marissa Mayer, amerikansk företagsledare och webbutvecklare
- Martin Mayer
- Matthias Mayer
- Michael Mayer, tysk musiker
- Moritz Mayer-Mahr
- Octav Mayer
- Robert Mayer
- Robert Mayer (ishockeymålvakt)
- Sandy Mayer, amerikansk tennisspelare
- Teddy Mayer
- Tim Mayer
- Tobias Mayer (1723–1762), tysk astronom
- Travis Mayer
- Walter Mayer, österrikisk längdskidåkare
- Wilhelm Mayer, flera personer
  - Wilhelm Mayer (politiker)
  - Wilhelm Mayer (tonsättare)